# 酒虫
酒虫是《聊斋志异》的妖怪，会寄生在人体内，让宿主爱喝酒。故事本身后面，另外有说只要把酒虫放水里，水本身会变美酒。是一两寸长的红色小肉虫，会让人喝酒喝不醉。 傳說一個人能一次能喝一罈酒，因为他肚子裏有一個酒蟲让他需要每天喝。後來其他人把他騙出去,關三天讓他不能喝酒也不讓喝水。等他渴得不行了，就把他拉到一個酒缸邊，說你喝吧！他一低頭酒蟲突然從他嘴裏鑽出來，跑到缸裏去。在酒蟲走后，劉就再也不想喝酒,但身子也越來越瘦,家產也給荡光。不过讓牠呆在水裏,水會變成好酒。

## 原文
长山刘氏，体肥嗜饮。每独酌，辄尽一瓮。负郭田三百亩，辄半种黍；而家豪富，不以饮为累也。一番僧见之，谓其身有异疾。刘答言：“无。”僧曰：“君饮尝不醉否？”曰：“有之。”曰：“此酒虫也。”刘愕然，便求医疗。曰：“易耳。”问：“需何药？”俱言不须。但令于日中俯卧，絷手足；去首半尺许，置良酝一器。移时，燥渴，思饮为极。酒香入鼻，馋火上炽，而苦不得饮。忽觉咽中暴痒，哇有物出，直堕酒中。解缚视之，赤肉长三寸许，蠕动如游鱼，口眼悉备。刘惊谢。酬以金，不受，但乞其虫。问：“将何用？”曰：“此酒之精，瓮中贮水，入虫搅之，即成佳酿。”刘使试之，果然。刘自是恶酒如仇。体渐瘦，家亦日贫，后饮食至不能给。
异史氏曰：“日尽一石，无损其富；不饮一斗，适以益贫：岂饮啄固有数乎？或言：‘虫是刘之福，非刘之病，僧愚之以成其术。’然欤否欤？”

## 参看
- 中国妖怪列表